# Отряд 100
Отряд 100 (яп. 第百部隊 дай-хяку бутай) — специальный отряд Императорской армии Японии (часть Квантунской армии). Его кодовому наименованию формально соответствовало название Отделение по предотвращению заболеваний боевых лошадей. Отряд занимался исследованиями в области биологического оружия. Прямо подчинялся кэмпэйтай, японской военной полиции. Основная база «отряда 100» находилась в 10 километрах южнее Синьцзина в городке Мэнцзятунь, ещё одна база была в Мокотане к югу от Чанчуня.

## Деятельность отряда
«Отряд 100» был меньше «Отряда 731», но тоже очень крупным — он насчитывал около 800 человек. Он ставил своей целью обеспечить ежегодное производство до 1000 кг спор сибирской язвы, 500 кг бактерий сапа и 100 кг пукциниевых, но из-за нехватки оборудования лаборатория не могла обеспечить полномасштабное функционирование.
Участники отряда изучали возбудителей заболеваний, выявляющихся у животных. Основное внимание уделялось болезням, которыми болеют лошади, поскольку в  то время армиями ещё широко использовалась кавалерия, и Императорская армия Японии планировала найти способы массово уничтожать кавалерию китайских и советских войск, а также распространять болезни среди тягловых животных и скота в сельских районах. По свидетельствам неких очевидцев, отряд также ставил эксперименты над людьми, хотя и не в таком количестве, как «Отряд 731». Например, старший сержант Кадзуо Митомо писал следующее:

Я добавил в кашу один грамм героина и дал эту кашу арестованному китайцу, который её съел. Через 20 минут он потерял сознание, а через 15-16 часов умер, так и не придя в себя. Мы знали, что эта доза смертельна, но нам было всё равно, выживет он или умрёт. На некоторых узников я ставил по пять-шесть экспериментов, проверяя действие вьюнка полевого, различных бактерий и касторового масла. Один из узников, русский, был так измучен экспериментами, что Мацуи приказал мне убить его, введя ему инъекцию цианистого калия. Он умер мгновенно после инъекции. Тела мы хоронили в скотомогильнике.

Начальник отряда Юдзиро Вакамацу отдал своему подчинённому Хирадзакуре приказ пригнать к границе с СССР скот, над которым планировалось распылить ядохимикаты и тем самым пропитать скот смертельным ядом. Ожидалось, что в случае вторжения японцев в СССР отравленный скот вызовет эпидемию и уничтожит все посевы в СССР. Эти планы не были реализованы, а быстротечная советско-японская война не позволила японцам скрыть факты массовых бесчеловечных экспериментов.

## Использованные организмы
В экспериментах Отряда 100 использовались чумная палочка (для распространения чумы), возбудитель сапа Burkholderia mallei (японец Кувабара свидетельствовал, что Отряд 100 специально заражал лошадей) и возбудитель сибирской язвы Bacillus anthracis.